# 藤倉コンポジット
藤倉コンポジット株式会社（ふじくらコンポジット）は、ゴム引布、防災用品メーカー、フジクラ（旧・藤倉電線株式会社）の関連会社である。

## 解説
工業用ゴム製品、救命ボート、救命胴衣をはじめとする救難救命機器、除振台、空圧制御機器、印刷機器などゴム機材関連工業製品、ゴルフ用カーボンシャフト等を製造している。資本的には株式会社フジクラを頂点とするフジクラグループの一員であり、藤倉化成とは兄弟会社である。藤倉航装をはじめとする各社に原材料、半製品等の供給も行っている。

## 沿革
- 1901年 藤倉電線護謨合名会社の一部門としてゴム引防水布を製造開始。
- 1910年 ゴム部門が藤倉合名会社防水布製造所として分離。
- 1920年 株式会社に改め藤倉工業株式会社を設立。
- 1928年 航空機用落下傘、防毒面の製造を開始。
- 1931年 航空機用タイヤの製造を開始。
- 1933年 急速膨脹機付救命浮舟の製造を開始。
- 1946年 敗戦に伴い、製造品目を変更。二輪車用のタイヤ及びチューブの製造を開始。
- 1948年 商号を「藤倉ゴム工業株式会社」に変更。
- 1952年 登山用「キャラバンシューズ」の製造を開始。
- 1955年 救命いかだ、救命胴衣の製造を開始。
- 1962年 埼玉県大宮市（現 さいたま市大宮区）に大宮工場を建設。
- 1969年 福島県原町市（現 南相馬市）に原町工場を建設。
- 1971年 埼玉県岩槻市（現 さいたま市岩槻区）に岩槻工場を建設。
- 1974年 ゴルフ用カーボンシャフト「フジクラシャフト」を製造開始。
- 1988年 自動車用ABS部品の製造を開始。
- 1990年 自動車用エアバッグ部品の製造を開始。
- 1994年 米国カリフォルニア州ビスタ市にFujikura Composite America, Inc.設立。
- 1995年 東京都世田谷区にフジクラゴルフクラブ相談室を開設。
- 1996年 中国浙江省杭州市に杭州藤倉橡膠有限公司設立。
- 2001年 コーポレートブランド「フジクラ・コンポジット」を制定。
- 2002年 ベトナムハイフォン市にFUJIKURA COMPOSITES HAIPHONG, Inc.を設立。
- 2006年 米国オハイオ州にIER FUJIKURA, Inc.を設立
- 2010年 完全子会社の日興ゴム工業・フジクラエンタープライズを吸収合併。
- 2011年 東京都品川区より江東区に本社を移転。福島県南相馬市に小高工場を建設。岩槻工場内にエンジニアリングセンターを竣工。旧大宮工場跡地を売却。
- 2012年 韓国ソウル市にFujikura Composites Korea,Co.,Ltd.を設立。埼玉県加須市に加須工場設立。中国浙江省に安吉藤倉橡膠有限公司を竣工。
- 2014年 FUJIKURA COMPOSITES HAIPHONG, Inc. 敷地内に第二工場を竣工。
- 2019年 4月1日付で商号を「藤倉コンポジット株式会社」に変更[1][2]。
- 2020年 藤栄産業を吸収合併。

## 生産拠点
- 原町工場
- 岩槻工場
- 小高工場
- 加須工場
- 杭州藤倉橡膠有限公司（中国・浙江省）
- フジクラ・コンポジッツ・ハイフォン（ベトナム・ハイフォン）
- フジクラ・コンポジット・アメリカ（米国・カリフォルニア州ビスタ）

## 子会社
※は連結対象
- ※株式会社キャラバン
- ※藤栄運輸株式会社
- ※Fujikura Composite America, Inc. （米国カリフォルニア州の現地法人）
- ※杭州藤倉橡膠有限公司 （中国の現地生産法人）
- ※安吉藤倉橡膠有限公司（中国の現地生産法人）
- ※FUJIKURA COMPOSITES HAIPHONG, Inc. （ベトナム ハイフォンの現地生産法人）
- ※IER Fujikura, Inc.（米国オハイオ州の現地法人）
- ※FUJIKURA GRAPHICS, INC. （米国ニュージャージー州の現地法人）
- 株式会社藤加工所
- 株式会社アールアンドアールフジクラ
- 藤栄サービス株式会社
- 株式会社藤光機械製作所
- 株式会社福島キャラバン
- Fujikura Composites Europe B.V.（オランダ アムステルフェーンの現地法人）
- Fujikura Composites Korea,Co.,Ltd.（韓国の現地法人）